# US Super Tour 2022/23
Die US Super Tour 2022/23 war eine von der FIS organisierte Wettkampfserie, die zum Unterbau des Skilanglauf-Weltcups 2022/23 gehörte. Sie begann am 30. November 2022 in Vernon und endete am 25. März 2023 in Craftsbury. Die Gesamtwertung der Männer gewann Andreas Kirkeng und bei den Frauen Hailey Swirbul.

## Männer

### Resultate
| 1. US Super Tour in Vernon, 30. November bis 4. Dezember 2022 | 1. US Super Tour in Vernon, 30. November bis 4. Dezember 2022 | 1. US Super Tour in Vernon, 30. November bis 4. Dezember 2022 | 1. US Super Tour in Vernon, 30. November bis 4. Dezember 2022 | 1. US Super Tour in Vernon, 30. November bis 4. Dezember 2022 |
| ------------------------------------------------------------- | ------------------------------------------------------------- | ------------------------------------------------------------- | ------------------------------------------------------------- | ------------------------------------------------------------- |
| Datum                                                         | Disziplin                                                     | Erster Platz                                                  | Zweiter Platz                                                 | Dritter Platz                                                 |
| 30. November 2022                                             | Sprint klassisch                                              | Magnus Bøe                                                    | Zanden McMullen                                               | Xavier McKeever                                               |
| 1. Dezember 2022                                              | 10 km Freistil Massenstart                                    | Tom Mancini                                                   | John Steel Hagenbuch                                          | Russell Kennedy                                               |
| 3. Dezember 2022                                              | Sprint Freistil                                               | Andreas Kirkeng                                               | John Steel Hagenbuch                                          | Julien Locke                                                  |
| 4. Dezember 2022                                              | 10 km klassisch                                               | Andreas Kirkeng                                               | Finn O’Connell                                                | John Steel Hagenbuch                                          |

| 2. US Super Tour in Sun Valley, 8. bis 11. Dezember 2022 | 2. US Super Tour in Sun Valley, 8. bis 11. Dezember 2022 | 2. US Super Tour in Sun Valley, 8. bis 11. Dezember 2022 | 2. US Super Tour in Sun Valley, 8. bis 11. Dezember 2022 | 2. US Super Tour in Sun Valley, 8. bis 11. Dezember 2022 |
| -------------------------------------------------------- | -------------------------------------------------------- | -------------------------------------------------------- | -------------------------------------------------------- | -------------------------------------------------------- |
| Datum                                                    | Disziplin                                                | Erster Platz                                             | Zweiter Platz                                            | Dritter Platz                                            |
| 8. Dezember 2022                                         | 15 km klassisch Massenstart                              | Finn O’Connell                                           | David Norris                                             | Peter Wolter                                             |
| 10. Dezember 2022                                        | Sprint klassisch                                         | Xavier McKeever                                          | Tom Mancini                                              | Walker Hall                                              |
| 11. Dezember 2022                                        | 10 km Freistil                                           | Tom Mancini                                              | David Norris                                             | Zanden McMullen                                          |

| 3. US Super Tour und US-amerikanische Meisterschaften in Houghton, 2. bis 7. Januar 2023 | 3. US Super Tour und US-amerikanische Meisterschaften in Houghton, 2. bis 7. Januar 2023 | 3. US Super Tour und US-amerikanische Meisterschaften in Houghton, 2. bis 7. Januar 2023 | 3. US Super Tour und US-amerikanische Meisterschaften in Houghton, 2. bis 7. Januar 2023 | 3. US Super Tour und US-amerikanische Meisterschaften in Houghton, 2. bis 7. Januar 2023 |
| ---------------------------------------------------------------------------------------- | ---------------------------------------------------------------------------------------- | ---------------------------------------------------------------------------------------- | ---------------------------------------------------------------------------------------- | ---------------------------------------------------------------------------------------- |
| Datum                                                                                    | Disziplin                                                                                | Erster Platz                                                                             | Zweiter Platz                                                                            | Dritter Platz                                                                            |
| 2. Januar 2023                                                                           | 10 km Freistil                                                                           | Andreas Kirkeng                                                                          | John Steel Hagenbuch                                                                     | David Norris                                                                             |
| 4. Januar 2023                                                                           | Sprint klassisch                                                                         | Kristoffer Alm Karsrud                                                                   | Magnus Bøe                                                                               | Luke Jager                                                                               |
| 6. Januar 2023                                                                           | 20 km klassisch Massenstart                                                              | Luke Jager                                                                               | David Norris                                                                             | Zanden McMullen                                                                          |
| 7. Januar 2023                                                                           | Sprint Freistil                                                                          | Kristoffer Alm Karsrud                                                                   | Luke Jager                                                                               | Tom Mancini                                                                              |

| 4. US Super Tour in Hayward, 14. und 15. Januar 2023 | 4. US Super Tour in Hayward, 14. und 15. Januar 2023 | 4. US Super Tour in Hayward, 14. und 15. Januar 2023 | 4. US Super Tour in Hayward, 14. und 15. Januar 2023 | 4. US Super Tour in Hayward, 14. und 15. Januar 2023 |
| ---------------------------------------------------- | ---------------------------------------------------- | ---------------------------------------------------- | ---------------------------------------------------- | ---------------------------------------------------- |
| Datum                                                | Disziplin                                            | Erster Platz                                         | Zweiter Platz                                        | Dritter Platz                                        |
| 14. Januar 2023                                      | 30 km klassisch Massenstart                          | Peter Wolter                                         | Zanden McMullen                                      | Garrett Butts                                        |
| 15. Januar 2023                                      | Sprint klassisch                                     | Michael Earnhart                                     | Zanden McMullen                                      | Logan Diekmann                                       |

| 5. US Super Tour in Minneapolis, 18. und 19. Februar 2023 | 5. US Super Tour in Minneapolis, 18. und 19. Februar 2023 | 5. US Super Tour in Minneapolis, 18. und 19. Februar 2023 | 5. US Super Tour in Minneapolis, 18. und 19. Februar 2023 | 5. US Super Tour in Minneapolis, 18. und 19. Februar 2023 |
| --------------------------------------------------------- | --------------------------------------------------------- | --------------------------------------------------------- | --------------------------------------------------------- | --------------------------------------------------------- |
| Datum                                                     | Disziplin                                                 | Erster Platz                                              | Zweiter Platz                                             | Dritter Platz                                             |
| 18. Februar 2023                                          | Sprint Freistil                                           | Kristoffer Alm Karsrud                                    | Zak Ketterson                                             | Logan Diekmann                                            |
| 19. Februar 2023                                          | 20 km klassisch Massenstart                               | Zak Ketterson                                             | Logan Diekmann                                            | Finn O’Connell                                            |

| 6. US Super Tour und American Birkebeiner in Hayward, 25. Februar 2023 | 6. US Super Tour und American Birkebeiner in Hayward, 25. Februar 2023 | 6. US Super Tour und American Birkebeiner in Hayward, 25. Februar 2023 | 6. US Super Tour und American Birkebeiner in Hayward, 25. Februar 2023 | 6. US Super Tour und American Birkebeiner in Hayward, 25. Februar 2023 |
| ---------------------------------------------------------------------- | ---------------------------------------------------------------------- | ---------------------------------------------------------------------- | ---------------------------------------------------------------------- | ---------------------------------------------------------------------- |
| Datum                                                                  | Disziplin                                                              | Erster Platz                                                           | Zweiter Platz                                                          | Dritter Platz                                                          |
| 25. Februar 2023                                                       | 50 km Freistil Massenstart                                             | David Norris                                                           | Gérard Agnellet                                                        | Francis Izquierdo-Bernier                                              |

| 7. US Super Tour in Craftsbury, 22. bis 25. März 2023 | 7. US Super Tour in Craftsbury, 22. bis 25. März 2023 | 7. US Super Tour in Craftsbury, 22. bis 25. März 2023 | 7. US Super Tour in Craftsbury, 22. bis 25. März 2023 | 7. US Super Tour in Craftsbury, 22. bis 25. März 2023 |
| ----------------------------------------------------- | ----------------------------------------------------- | ----------------------------------------------------- | ----------------------------------------------------- | ----------------------------------------------------- |
| Datum                                                 | Disziplin                                             | Erster Platz                                          | Zweiter Platz                                         | Dritter Platz                                         |
| 22. März 2023                                         | 10 km klassisch                                       | John Steel Hagenbuch                                  | Andreas Kirkeng                                       | David Norris                                          |
| 24. März 2023                                         | Sprint Freistil                                       | Andreas Kirkeng                                       | Sasha Masson                                          | Jake Brown                                            |
| 25. März 2023                                         | 50 km klassisch Massenstart                           | Andreas Kirkeng                                       | John Steel Hagenbuch                                  | David Norris                                          |

### Gesamtwertung Männer
| Rang | Name                 | Punkte |
| ---- | -------------------- | ------ |
| 01.  | Andreas Kirkeng      | 327    |
| 02.  | Zanden McMullen      | 295    |
| 03.  | John Steel Hagenbuch | 288    |
| 04.  | Peter Wolter         | 254    |
| 05.  | David Norris         | 251    |
| 06.  | Finn O’Connell       | 236    |
| 07.  | Reid Goble           | 213    |
| 08.  | Kristoffer Karsrud   | 195    |
| 09.  | Thomas O’Harra       | 188    |
| 10.  | Michael Earnhart     | 186    |

| Rang | Name           | Punkte |
| ---- | -------------- | ------ |
| 011. | Graham Houtsma | 173    |
| 012. | Tom Mancini    | 172    |
| 013. | Braden Becker  | 153    |
| 014. | Luke Jager     | 152    |
| 015. | Garrett Butts  | 145    |
| 016. | Logan Diekmann | 139    |
| 017. | Will Koch      | 138    |
| 018. | Magnus Bøe     | 132    |
| 019. | Brian Bushey   | 129    |
| 020. | Sam Hendry     | 122    |

| Rang | Name              | Punkte |
| ---- | ----------------- | ------ |
| 021. | Julien Locke      | 111    |
| 022. | Walker Hall       | 104    |
| 023. | Skylar Patten     | 78     |
| 024. | Luke Fricker      | 74     |
| 025. | John Schwinghamer | 69     |
| 026. | Xavier McKeever   | 68     |
| 027. | Scott James Hill  | 66     |
| 028. | Noel Keeffe       | 63     |
| 029. | Zak Ketterson     | 62     |
| 030. | Jake Brown        | 60     |

## Frauen

### Resultate
| 1. US Super Tour in Vernon, 30. November bis 4. Dezember 2022 | 1. US Super Tour in Vernon, 30. November bis 4. Dezember 2022 | 1. US Super Tour in Vernon, 30. November bis 4. Dezember 2022 | 1. US Super Tour in Vernon, 30. November bis 4. Dezember 2022 | 1. US Super Tour in Vernon, 30. November bis 4. Dezember 2022 |
| ------------------------------------------------------------- | ------------------------------------------------------------- | ------------------------------------------------------------- | ------------------------------------------------------------- | ------------------------------------------------------------- |
| Datum                                                         | Disziplin                                                     | Erster Platz                                                  | Zweiter Platz                                                 | Dritter Platz                                                 |
| 30. November 2022                                             | Sprint klassisch                                              | Hailey Swirbul                                                | Sydney Palmer-Leger                                           | Anna-Maria Dietze                                             |
| 1. Dezember 2022                                              | 10 km Freistil Massenstart                                    | Anna-Maria Dietze                                             | Sydney Palmer-Leger                                           | Karianne Olsvik Dengerud                                      |
| 3. Dezember 2022                                              | Sprint Freistil                                               | Hailey Swirbul                                                | Sarah Goble                                                   | Weronika Kaleta                                               |
| 4. Dezember 2022                                              | 10 km klassisch                                               | Hailey Swirbul                                                | Hanna Abrahamsson                                             | Sydney Palmer-Leger                                           |

| 2. US Super Tour in Sun Valley, 8. bis 11. Dezember 2022 | 2. US Super Tour in Sun Valley, 8. bis 11. Dezember 2022 | 2. US Super Tour in Sun Valley, 8. bis 11. Dezember 2022 | 2. US Super Tour in Sun Valley, 8. bis 11. Dezember 2022 | 2. US Super Tour in Sun Valley, 8. bis 11. Dezember 2022 |
| -------------------------------------------------------- | -------------------------------------------------------- | -------------------------------------------------------- | -------------------------------------------------------- | -------------------------------------------------------- |
| Datum                                                    | Disziplin                                                | Erster Platz                                             | Zweiter Platz                                            | Dritter Platz                                            |
| 8. Dezember 2022                                         | 15 km klassisch Massenstart                              | Hailey Swirbul                                           | Sydney Palmer-Leger                                      | Sammy Smith                                              |
| 10. Dezember 2022                                        | Sprint klassisch                                         | Sydney Palmer-Leger                                      | Hailey Swirbul                                           | Alexandra Lawson                                         |
| 11. Dezember 2022                                        | 10 km Freistil                                           | Alexandra Lawson                                         | Hailey Swirbul                                           | Sydney Palmer-Leger                                      |

| 3. US Super Tour und US-amerikanische Meisterschaften in Houghton, 2. bis 7. Januar 2023 | 3. US Super Tour und US-amerikanische Meisterschaften in Houghton, 2. bis 7. Januar 2023 | 3. US Super Tour und US-amerikanische Meisterschaften in Houghton, 2. bis 7. Januar 2023 | 3. US Super Tour und US-amerikanische Meisterschaften in Houghton, 2. bis 7. Januar 2023 | 3. US Super Tour und US-amerikanische Meisterschaften in Houghton, 2. bis 7. Januar 2023 |
| ---------------------------------------------------------------------------------------- | ---------------------------------------------------------------------------------------- | ---------------------------------------------------------------------------------------- | ---------------------------------------------------------------------------------------- | ---------------------------------------------------------------------------------------- |
| Datum                                                                                    | Disziplin                                                                                | Erster Platz                                                                             | Zweiter Platz                                                                            | Dritter Platz                                                                            |
| 2. Januar 2023                                                                           | 10 km Freistil                                                                           | Hailey Swirbul                                                                           | Novie McCabe                                                                             | Sydney Palmer-Leger                                                                      |
| 4. Januar 2023                                                                           | Sprint klassisch                                                                         | Hailey Swirbul                                                                           | Mariel Merlii Pulles                                                                     | Tilde Bångman                                                                            |
| 6. Januar 2023                                                                           | 20 km klassisch Massenstart                                                              | Hailey Swirbul                                                                           | Sydney Palmer-Leger                                                                      | Novie McCabe                                                                             |
| 7. Januar 2023                                                                           | Sprint Freistil                                                                          | Hailey Swirbul                                                                           | Novie McCabe                                                                             | Lauren Jortberg                                                                          |

| 4. US Super Tour in Hayward, 14. und 15. Januar 2023 | 4. US Super Tour in Hayward, 14. und 15. Januar 2023 | 4. US Super Tour in Hayward, 14. und 15. Januar 2023 | 4. US Super Tour in Hayward, 14. und 15. Januar 2023 | 4. US Super Tour in Hayward, 14. und 15. Januar 2023 |
| ---------------------------------------------------- | ---------------------------------------------------- | ---------------------------------------------------- | ---------------------------------------------------- | ---------------------------------------------------- |
| Datum                                                | Disziplin                                            | Erster Platz                                         | Zweiter Platz                                        | Dritter Platz                                        |
| 14. Januar 2023                                      | 30 km klassisch Massenstart                          | Hannah Rudd                                          | Mariah Bredal                                        | Margie Freed                                         |
| 15. Januar 2023                                      | Sprint klassisch                                     | Hannah Rudd                                          | Margie Freed                                         | Mariah Bredal                                        |

| 5. US Super Tour in Minneapolis, 18. und 19. Februar 2023 | 5. US Super Tour in Minneapolis, 18. und 19. Februar 2023 | 5. US Super Tour in Minneapolis, 18. und 19. Februar 2023 | 5. US Super Tour in Minneapolis, 18. und 19. Februar 2023 | 5. US Super Tour in Minneapolis, 18. und 19. Februar 2023 |
| --------------------------------------------------------- | --------------------------------------------------------- | --------------------------------------------------------- | --------------------------------------------------------- | --------------------------------------------------------- |
| Datum                                                     | Disziplin                                                 | Erster Platz                                              | Zweiter Platz                                             | Dritter Platz                                             |
| 18. Februar 2023                                          | Sprint Freistil                                           | Lauren Jortberg                                           | Renae Anderson                                            | Sarah Goble                                               |
| 19. Februar 2023                                          | 20 km klassisch Massenstart                               | Alayna Sonnesyn                                           | Margie Freed                                              | Alexandra Lawson                                          |

| 6. US Super Tour und American Birkebeiner in Hayward, 25. Februar 2023 | 6. US Super Tour und American Birkebeiner in Hayward, 25. Februar 2023 | 6. US Super Tour und American Birkebeiner in Hayward, 25. Februar 2023 | 6. US Super Tour und American Birkebeiner in Hayward, 25. Februar 2023 | 6. US Super Tour und American Birkebeiner in Hayward, 25. Februar 2023 |
| ---------------------------------------------------------------------- | ---------------------------------------------------------------------- | ---------------------------------------------------------------------- | ---------------------------------------------------------------------- | ---------------------------------------------------------------------- |
| Datum                                                                  | Disziplin                                                              | Erster Platz                                                           | Zweiter Platz                                                          | Dritter Platz                                                          |
| 25. Februar 2023                                                       | 50 km Freistil Massenstart                                             | Alayna Sonnesyn                                                        | Jessica Yeaton                                                         | Caitlin Gregg                                                          |

| 7. US Super Tour in Craftsbury, 22. bis 25. März 2023 | 7. US Super Tour in Craftsbury, 22. bis 25. März 2023 | 7. US Super Tour in Craftsbury, 22. bis 25. März 2023 | 7. US Super Tour in Craftsbury, 22. bis 25. März 2023 | 7. US Super Tour in Craftsbury, 22. bis 25. März 2023 |
| ----------------------------------------------------- | ----------------------------------------------------- | ----------------------------------------------------- | ----------------------------------------------------- | ----------------------------------------------------- |
| Datum                                                 | Disziplin                                             | Erster Platz                                          | Zweiter Platz                                         | Dritter Platz                                         |
| 22. März 2023                                         | 10 km klassisch                                       | Margie Freed                                          | Hanna Abrahamsson                                     | Alexandra Lawson                                      |
| 24. März 2023                                         | Sprint Freistil                                       | Alayna Sonnesyn                                       | Karianne Olsvik Dengerud                              | Erin Bianco                                           |
| 25. März 2023                                         | 50 km klassisch Massenstart                           | Sydney Palmer-Leger                                   | Hanna Abrahamsson                                     | Margie Freed                                          |

### Gesamtwertung Frauen
| Rang | Name                | Punkte |
| ---- | ------------------- | ------ |
| 01.  | Hailey Swirbul      | 426    |
| 02.  | Sydney Palmer-Leger | 406    |
| 03.  | Alexandra Lawson    | 385    |
| 04.  | Margie Freed        | 358    |
| 05.  | Sarah Goble         | 283    |
| 06.  | Mariah Bredal       | 244    |
| 07.  | Karianne Dengerud   | 230    |
| 08.  | Erin Bianco         | 214    |
| 09.  | Lauren Jortberg     | 176    |
| 10.  | Novie McCabe        | 170    |

| Rang | Name                   | Punkte |
| ---- | ---------------------- | ------ |
| 011. | Hannah Rudd            | 165    |
| 012. | Sammy Smith            | 159    |
| 013. | Tilde Baangman         | 156    |
| 014. | Annika Landis          | 140    |
| 015. | Alayna Sonnesyn        | 136    |
| 016. | Weronika Kaleta        | 134    |
| 017. | Renae Anderson         | 125    |
| 018. | Hannah Abrahamsson     | 124    |
| 019. | Mariel Merlii Pulles   | 100    |
| 020. | Michaela Keller-Miller | 98     |

| Rang | Name               | Punkte |
| ---- | ------------------ | ------ |
| 021. | Ava Thurston       | 87     |
| 022. | Kendall Kramer     | 86     |
| 023. | Anna-Maria Dietze  | 81     |
| 024. | Jessica Yeaton     | 74     |
| 025. | Nina Schamberger   | 73     |
| 026. | Caitlin Patterson  | 71     |
| 027. | Sophia Mazzoni     | 55     |
| 027. | Katerina Hyncicova | 55     |
| 029. | Celine Mayer       | 53     |
| 030. | Liliane Gagnon     | 42     |